# Červený vrch
Červený vrch (niem. Rotenberg) – szczyt w Karkonoszach, we wschodniej części masywu.

## Opis
Červený vrch położony jest na zakończeniu bocznego grzbietu odchodzącego od Śnieżki na południe i południowy wschód i rozdzielającego dorzecza Úpy i Male Úpy, zwanego Růžohorská hornatina.

## Wody
Od zachodu i południowego zachodu Červený vrch odwadniany jest przez Úpę, natomiast od południa i wschodu przez jej lewy dopływ Malą Úpę.

## Roślinność
Wierzchołek i stoki porośnięte lasami, głównie świerkowymi.

## Ochrona przyrody
Cały masyw leży w obrębie Parku Narodowego (Krkonošský národní park, KRNAP).

## Turystyka
Szczyt jest niedostępny dla turystów. Na zachód od niego przebiega   żółty szlak turystyczny prowadzący z krzyżówki dróg do Peca pod Sněžkou i do Male Úpy na Śnieżkę.